# Fruntești
Fruntești – wieś w Rumunii, w okręgu Bacău, w gminie Filipeni. W 2011 roku liczyła 401 mieszkańców.